# 恩德里克 (2006年出生足球运动员)
恩德里克·费利佩·莫雷拉·德索萨（葡萄牙語：Endrick Felipe Moreira de Sousa，2006年7月21日—），简称恩德里克（葡萄牙語：Endrick，發音：[ˈẽdɾik(i)]），巴西职业足球运动员，曾效力于巴西足球甲级联赛彭美拉斯。目前效力於巴西國家足球隊及西班牙足球甲级联赛皇家马德里足球俱乐部。